# Sarcodon thwaitesii
Sarcodon thwaitesii är en svampart som först beskrevs av Berk. & Broome, och fick sitt nu gällande namn av Rudolf Arnold Maas Geesteranus 1964. Sarcodon thwaitesii ingår i släktet Sarcodon och familjen Bankeraceae.   Inga underarter finns listade i Catalogue of Life.